# Euplexia chalcochlora
Euplexia chalcochlora là một loài bướm đêm trong họ Noctuidae.